# Skewes tal
Skewes tal är det minsta heltal för vilket π(x) > li(x), där π(x) är antalet primtal mindre än x, och li(x) är den logaritmiska integralen {\displaystyle li(x)=\int _{0}^{x}{1 \over \ln(t)}dt}.
Talet {\displaystyle e^{e^{e^{79}}}} (ungefär {\displaystyle 10^{10^{10^{34}}}}) kallas Skewes första tal. Under förutsättning att Riemannhypotesen är sann så visade Skewe 1933 att detta är en övre uppskattning av det - än så länge okända tal - som idag kallas Skewes tal.
Skewer = {\displaystyle \mathrm {Sk} _{1}=\exp ^{3}(79)=10^{10^{10^{33.94705\ldots }}}}
Skewes Skewer = {\displaystyle \mathrm {Sk} _{2}=\exp ^{4}(7.705)=10^{10^{10^{963.51851\ldots }}}}
Skewes Skewes Skewer = {\displaystyle \mathrm {Sk} _{3}=\exp ^{5}(3.18625)=10^{10^{10^{14016345328.80097\ldots }}}}
Skewes Skewes Skewes Skewer = {\displaystyle \mathrm {Sk} _{4}=\exp ^{6}(2.47438)=10^{10^{10^{10^{62333.00232\ldots }}}}}
Nurser = {\displaystyle \mathrm {Sk} _{1000000}=\exp ^{1000002}(2.23607)=\underbrace {10^{10^{\cdot ^{\cdot ^{\cdot ^{10^{5025.92354\ldots }}}}}}} _{1000000}}
En uppskattning av Skewes tal i vilken Riemannhypotesen inte används visade han 1955 vara {\displaystyle 10^{10^{10^{1000}}}}, det så kallade Skewes andra tal.
H. J. J. te Riele lyckades 1987, utan att använda Riemannhypotesen, skärpa Skewes uppskattning kraftigt genom att visa att {\displaystyle 7\times 10^{370}} är en övre gräns.